# Прокул Вергиний Трикост Рутил
Прокул Вергиний Трикост Рутил (лат. Proculus Verginius Tricostus Rutilus; VI—V века до н. э.) — римский политический деятель из рода Вергиниев, консул 486 года до н. э. Согласно одной из гипотез, он был сыном Публия Вергиния, братом Авла Вергиния Трикоста Рутила (консула 476 года до н. э.) и Тита Вергиния Трикоста Рутила, консула 479 года до н. э.
Прокул Вергиний был избран консулом вместе со Спурием Кассием. Когда последний предложил разделить отвоёванные у герников земли между союзниками и римским плебсом, Вергиний стал главным противником этой инициативы, и его поддержали как патриции, так и часть плебеев. Вергиний утверждал, что его коллега стремится к царской власти, и был готов согласиться с земельным разделом, при котором землю получили бы только римские граждане. В этом противостоянии победил Вергиний; Спурий Кассий был казнён уже в следующем году.
Вероятно, рассказы античных авторов о первом аграрном законе и начавшейся из-за него политической борьбе создавались под влиянием событий более поздней римской истории (в частности, деятельности братьев Гракхов) и, соответственно, могут иметь мало отношения к Ранней Республике.